# Yeonju Sarah Kim

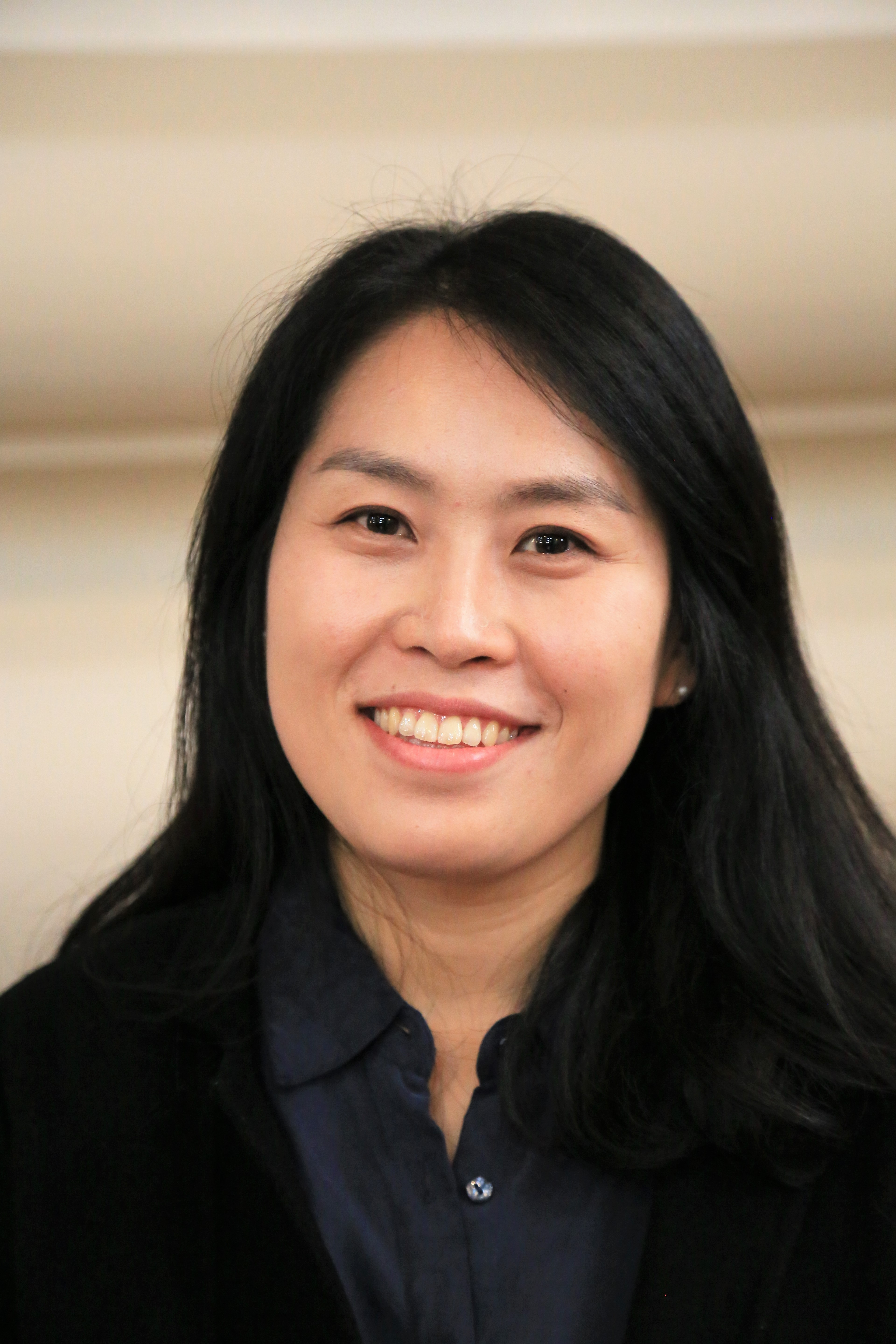
Yeonju Sarah Kim (2018)

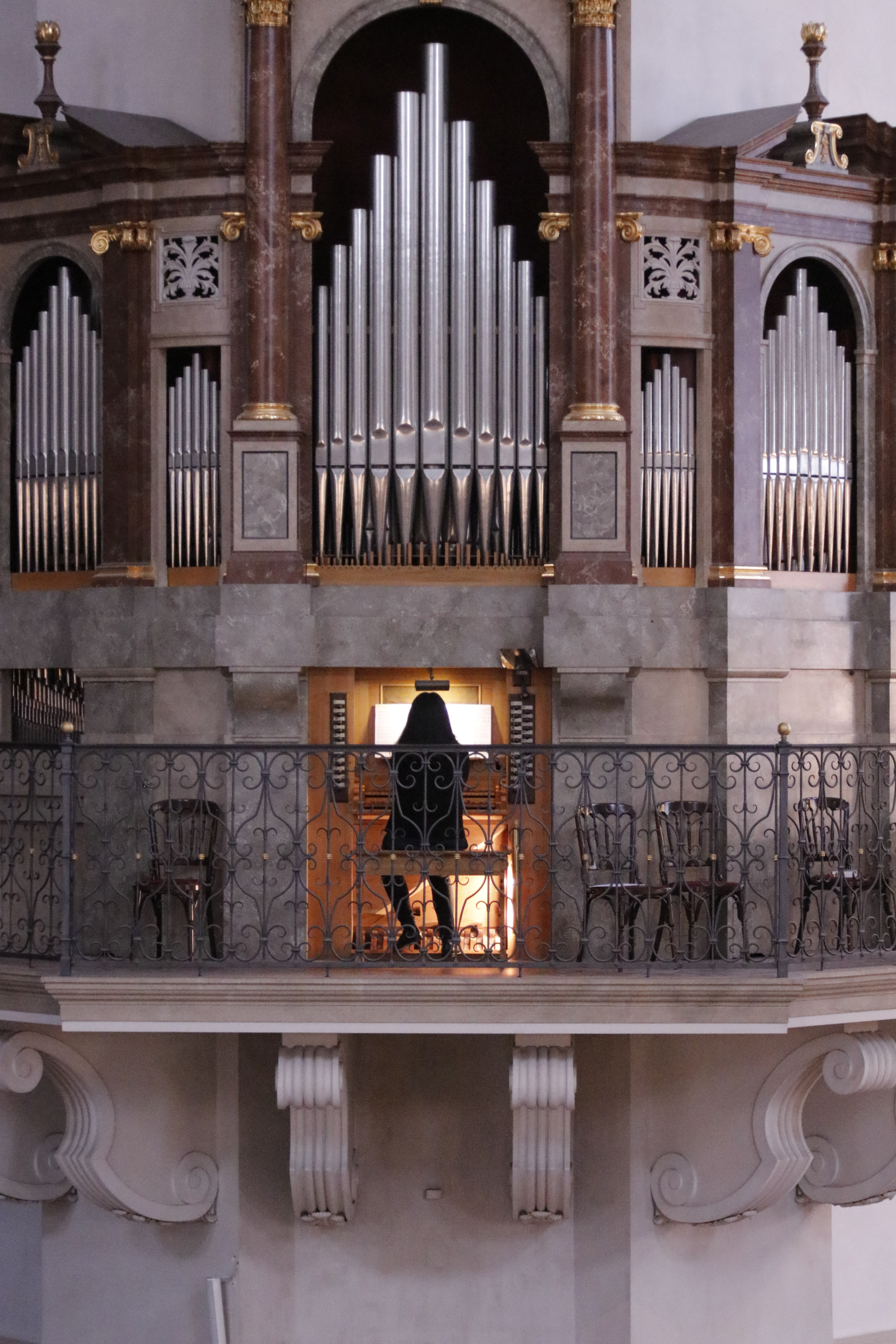
An der Venezianischen Orgel im Salzburger Dom

Yeonju Sarah Kim (koreanisch 김연주; * 27. Jänner 1981 in Busan, Südkorea) ist eine südkoreanische Kirchenmusikerin, die als Organistin hauptsächlich in Salzburg tätig ist.

## Leben
Kim wurde 1981 in der Stadt Busan in Südkorea geboren und begann bereits im Alter von vier Jahren mit dem Klavierspiel. Sie studierte an der Kyungsung-Universität daselbst bei Chung Kyungnim und an der Yonsei-Universität in Seoul bei Cho Myungja die Fächer Orgel und Kirchenmusik. An der Myeongdong-Kathedrale in Seoul wirkte sie als Organistin. Sowohl den Bachelor- als auch den Mastergrad erwarb Kim mit Auszeichnung. Ebenfalls mit Auszeichnung absolvierte sie 2013 ihr Masterstudium im Konzertfach Orgel am Mozarteum Salzburg bei Heribert Metzger, Domorganist in Salzburg. An der Hochschule für Musik und Theater München nahm sie 2014 am weiterbildenden Zertifikatsstudium Meisterklassen bei Bernhard Haas teil. Daneben bildete sie sich in Meisterkursen bei André Isoir, Piet Kee, Bernhard Leonardy, Martin Sander, Luigi Ferdinando Tagliavini und Harald Vogel weiter. Heute studiert Kim Cembalo am Mozarteum bei Florian Birsak und wirkt als Organistin an verschiedenen Salzburger Kirchen.

## Auszeichnungen (Auswahl)
Yeonju Sarah Kim war bei mehreren Orgelwettbewerben erfolgreich und wurde für ihre künstlerischen Leistungen mit Preisen ausgezeichnet, darunter:
- Auszeichnung durch den Bürgermeister von Daegu für besondere künstlerische Leistungen
- Gewinnerin des Youngsan-Orgelwettbewerbs
- Gewinnerin des Orgelwettbewerbs der Music Association of Daegu
- Korean Art and Culture Association Award
- 2. Platz beim Internationalen Orgelwettbewerb Wuppertal 2013
- 2. geteilter Platz beim 5. Internationalen Franz-Schmidt-Orgelwettbewerb in Kitzbühel 2014 (bei Nichtvergabe des 1. Platzes)[2]
- Gewinnerin beim 5. Internationalen Orgelwettbewerb Daniel Herz in Brixen 2016